# Казённик

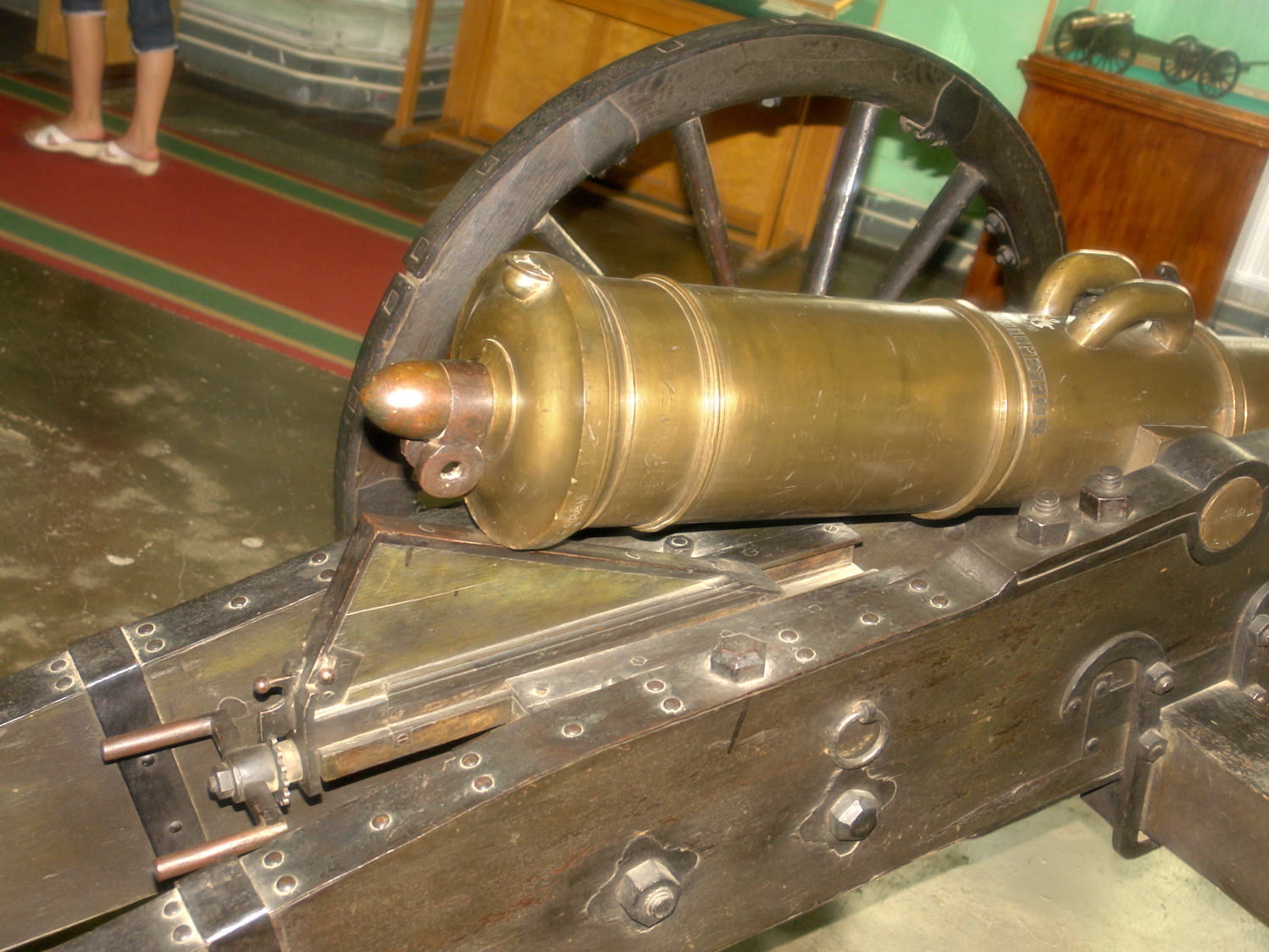
Казённый винт (казённик) 6-фунтовой (95-мм) полевой пушки, образца 1805 года, Бронза. 175 см. 369 кг. Отлита в 1806 году в Санкт-Петербургском арсенале мастером Ждановым. Дальность стрельбы 1 670 метров. Военно-исторический музей артиллерии, инженерных войск и войск связи, Санкт-Петербург.

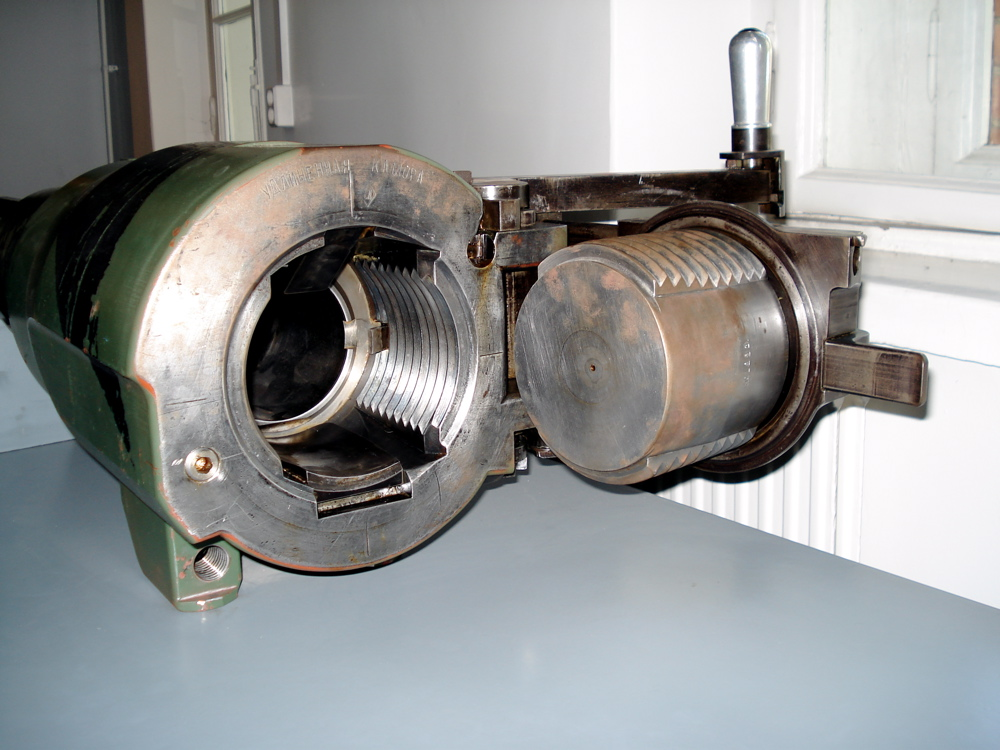
Казённик с затвором поршневого типа 122-мм гаубицы образца 1910/30 годов.

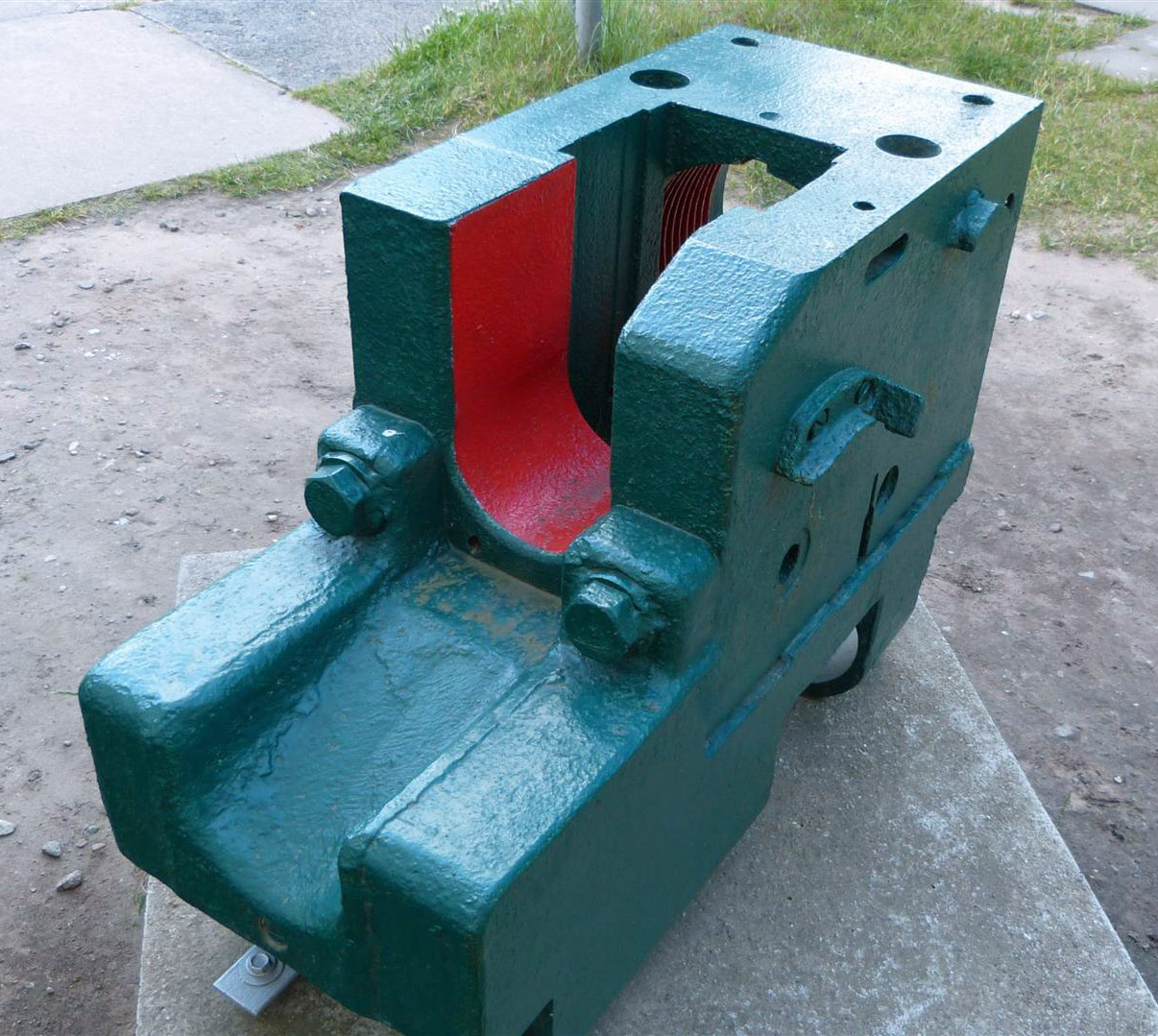
Казённик 85-мм танковой пушки обр. 1944 без клина затвора.

Казённик, Казённая часть, Казна — задняя (казённая) часть артиллерийского (миномётного) ствола, в которой расположен затвор, в другом источнике указано что Казённая часть, казна — та часть огнестрельного оружия, где помещаются заряд и снаряд перед выстрелом. 
Задний обрез оружия называется казённым срезом.

## История
Происхождение названия «Казённик» связано с тем, что на заднюю часть ствола ставилось государственное (казённое) клеймо. 
Следует отличать казённик от каморы, в которой расположены пороховой заряд со снарядом или унитарный выстрел, — в ручном стрелковом оружии аналогичная по функциональному назначению часть ствола именуется патронником.
Через затвор казённик воспринимает давление пороховых газов при выстреле. Вместе с затвором и гильзой казённик надёжно запирает канал ствола. В казённой части ствола происходит воспламенение заряда. Казённик служит также для соединения ствола с противооткатными устройствами, а в некоторых орудиях морской и береговой артиллерии и для уравновешивания их качающейся части. В миномётах казённик является дном ствола.
В современных орудиях казённик представляет, как правило, отдельную деталь. В зависимости от способа соединения со стволом различают ввинтные и навинтные казённики. Навинтные казённики навинчиваются на трубу или кожух ствола, либо соединяются с ним при помощи муфты (гайки). Навинтные казённики с промежуточной муфтой получили наиболее широкое распространение в наземной артиллерии. Ввинтные казённики имеют меньшие габариты и применяются обычно в крупнокалиберных орудиях с поршневыми затворами. В орудиях малого калибра казённики могут изготавливаться как одно целое со стволом.
Казёнником также назывался винт, Казённый винт или шуруп, предназначавшийся для образования дна канала ствола в старинном ручном оружии. заряжаемого с дула.
Казённик (винт) обыкновенно состоял из трех частей:
- навинтованной части — пенька;
- цилиндрической пятки — для ввинчивания казённика;
- хвоста или крюка — для соединения ствола с ложею[5].

В некоторых образцах оружия употреблялся патентованный или каморный казенник, изобретенный английским мастером Генри Ноком (1741—1804).
У арторудий с клиновыми затворами казённая часть утолщена и состоит из:
- передней скреплённой каморной части;
- клиновой или затворной части с клиновым поперечным отверстием;
- заклиновой части, снабжённой у скорострельных орудий иногда боковым вырезом для устранения защемления затвором руки №, вкладывающего патрон[7].